# 라마누잔-솔드너 상수
라마누잔-솔드너 상수(영어: Ramanujan–Soldner constant)는 로그 적분 함수의 양수인 영점으로 정의되는 수학 상수이다. 라마누잔과 솔드너의 이름을 따서 적었다.
이 상수의 값은 {\displaystyle \mu \approx 1.451369234883381050283968485892027449493...} (OEIS의 수열 A070769)이다.

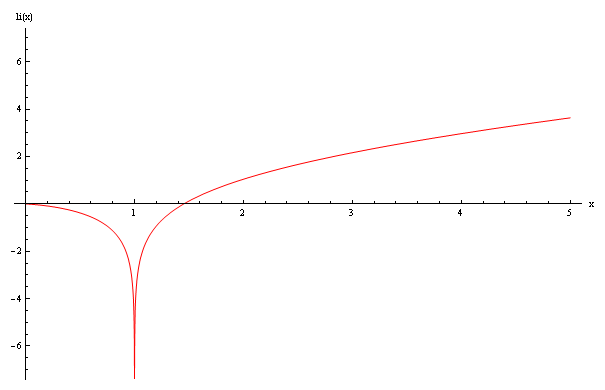
로그 적분 함수

로그 적분 함수가 다음과 같이 정의되었으므로
{\displaystyle \mathrm {li} (x)=\int _{0}^{x}{\frac {dt}{\ln t}}}
다음과 같고
{\displaystyle \mathrm {li} (x)\;=\;\mathrm {li} (x)-\mathrm {li} (\mu )}
{\displaystyle \int _{0}^{x}{\frac {dt}{\ln t}}=\int _{0}^{x}{\frac {dt}{\ln t}}-\int _{0}^{\mu }{\frac {dt}{\ln t}}}
{\displaystyle \mathrm {li} (x)=\int _{\mu }^{x}{\frac {dt}{\ln t}}}
그러므로 양수인 정수에 대해서 계산이 편리해진다. 그리고 로그 적분 함수와 지수 적분 함수는 다음과 같은 수식을 만족시키고,
{\displaystyle \mathrm {li} (x)\;=\;\mathrm {Ei} (\ln {x})}
지수 적분 함수의 영점은 라마누잔-솔드너 상수의 자연 로그임을 알 수 있다. 이 값의 어림값은 {\displaystyle \ln(\mu )\approx 0.372507410781366634461991866...}(OEIS의 수열 A091723)이다.

## 같이 보기
- 코시 주요값